# الإجراءات الفردية المتعلقة بتغير المناخ

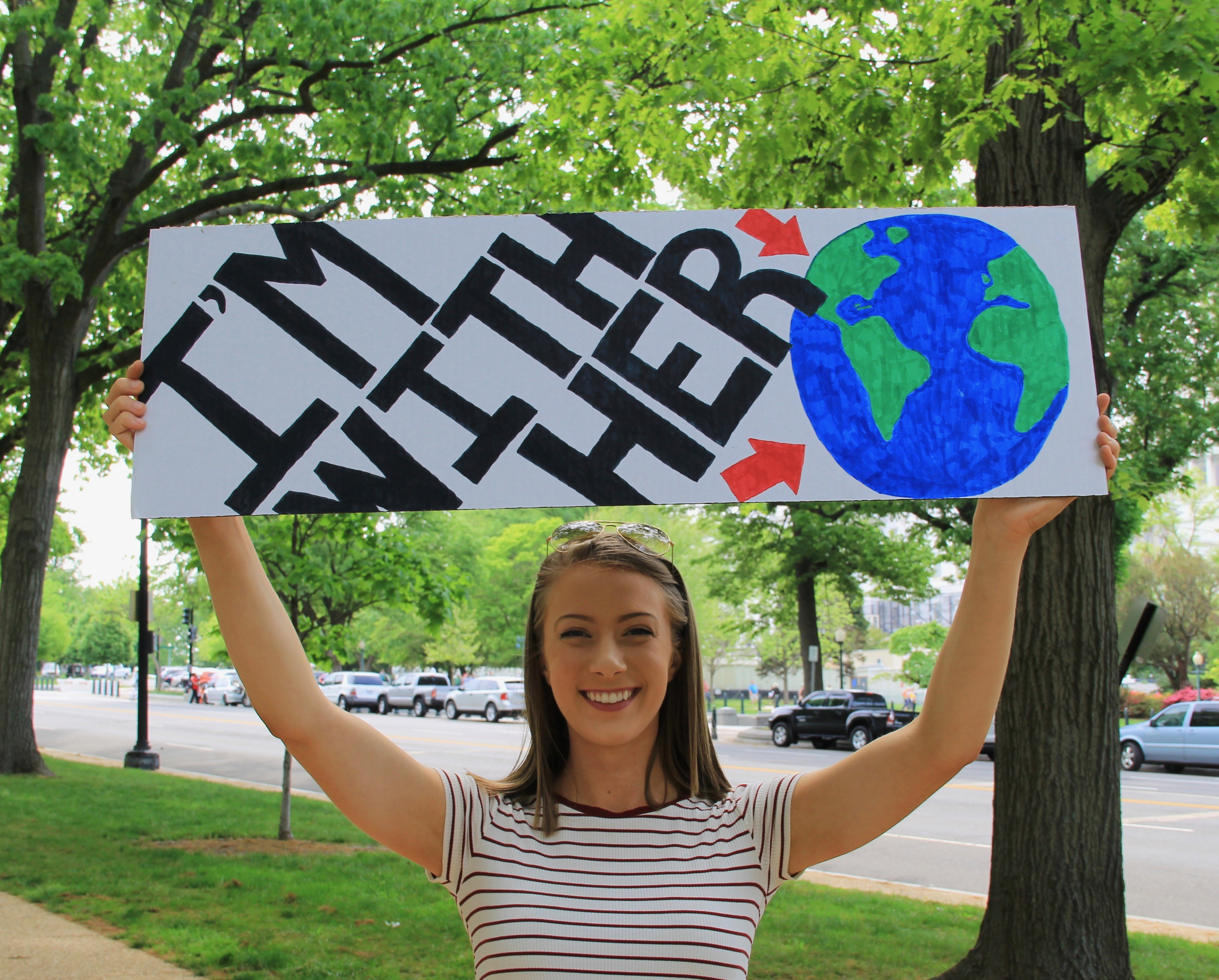

تشمل الإجراءات الفردية المتعلقة بتغير المناخ الاختيارات الشخصية في العديد من المجالات، مثل: النظام الغذائي ووسائل السفر للمسافات الطويلة والقصيرة واستخدام الطاقة المنزلية واستهلاك السلع والخدمات وحجم الأسرة. يمكن للأفراد أيضًا المشاركة في الدعوة المحلية والسياسية حول قضايا تغير المناخ.
أصبحت ميزانيات الانبعاثات غير مؤكدة، بدءًا من عام 2019، إذ تتراوح التقديرات السنوية المتوسطة لبصمة الكربون لكل شخص والمطلوبة لتحقيق أهداف تغير المناخ بين 1 و3 طن من ثاني أكسيد الكربون المكافئ، منخفضةً عن المتوسط العالمي لعام 2018، إذ بلغ حوالي 5 أطنان.
يشدد تقرير التقييم الخامس الصادر عن اللجنة الدولية للتغيرات المناخية على أن للسلوك ونمط الحياة والتغير الثقافي إمكانيات عالية للتخفيف في بعض القطاعات، خاصةً عند اكتمال التغير التكنولوجي والإنشائي. لأنماط الحياة مرتفعة الاستهلاك تأثير بيئي أكبر بشكل عام، إذ ينبعث من الأفراد حتى 10% أي حوالي نصف إجمالي انبعاثات نمط الحياة. أظهرت العديد من الدراسات العلمية رغبة الأشخاص، وخاصة أولئك الذين يعيشون في الدول المتقدمة بما في ذلك جميع البلدان عمومًا، في تقليل بصماتهم الكربونية، إذ يمكنهم اتخاذ بعض الإجراءات الرئيسية القليلة «عالية التأثير»، مثل: الاستغناء عن السيارات (2.4 طن) وتجنب رحلة ذهاب وعودة عبر المحيط الأطلسي (1.6 طن) وتناول وجبة غذائية نباتية (0.8 طن). يختلف هذا بشكل ملحوظ عن النصائح الشائعة عن «تخضير» نمط حياة الفرد، والذي يبدو أنه يقع غالبًا في فئة «التأثير المنخفض».
تجادل بعض المعلقين حول عدم أهمية الإجراءات الفردية للمستهلكين و«تخضير الحيوات الشخصية» بالنسبة للإجراءات الجماعية للسيطرة على الشركات المسؤولة عن الوقود الأحفوري، لأنها أنتجت 71% من انبعاثات الكربون منذ عام 1988. يقول آخرون أن الإجراءات الفردية تُؤدي إلى الإجراءات الجماعية.

## حجم الأسرة
على الرغم من أن إنجاب عدد أطفال أقل يُعتبر إجراءً فرديًا يقلل من تأثير الشخص على المناخ بشكل أكثر فاعلية كما يزعم البعض، إلا أنه نادرًا ما تُثار هذه القضية، وهي مثيرة للجدل بسبب طبيعتها الخاصة. على الرغم من ذلك، بدأ الأخلاقيون وبعض السياسيين، مثل: ألكساندريا أوكاسيو-كورتيز وآخرون في مناقشة الآثار المناخية المرتبطة بالإنجاب.
ادعى البعض أن عدم وجود طفل إضافي يوفر «متوسطًا للبلدان المتقدمة» قدره 58.6 طنًا من الانبعاثات المُخفضة لثاني أكسيد الكربون المكافئ كل عام، «توفر العائلة الأمريكية عند اختيارها عدم إنجاب طفل واحد أقل من المُتفق عليه نفس المستوى من الانبعاثات المُخفضة الصادرة عن 684 مراهقًا عند اختيارهم تبني فكرة إعادة تدوير شاملة طوال الباقي من حيواتهم». يعتمد هذا على فرضية أن الشخص مسؤول عن انبعاثات الكربون الصادرة عن أحفاده، وبالتالي (يكون الشخص مسؤولًا عن نصف انبعاثات أبنائه، وربع انبعاثات أحفاده وهكذا). انتُقدت هذه الفرضية: كخطأ في الفئة بسبب تحديد انبعاثات الأحفاد من أجدادهم وشدة طول الفترة الزمنية للتخفيضات.
صاغ مشروع دروداون جانبين مترابطين لهذا الإجراء، تنظيم الأسرة وتعليم المرأة والفتاة، واعتبارهما الحلول أرقام 6 و7 الأعلى احتمالًا لتغير المناخ، معتمدًا على قدرة تنظيم الأسرة والتعليم في تقليل نمو إجمالي سكان العالم. وقع 11,000 عالم من 153 دولة على تحذير متعلق بالتغير المناخي في عام 2019، والذي ينص على أن النمو السكاني البشري يضيف 80 مليون إنسان سنويًا، «يجب على سكان العالم الاستقرار-والخفض المثالي والتدريجي- ضمن إطار يضمن السلامة الاجتماعية» للحد من تأثير «النمو السكاني على انبعاثات الغازات الدفيئة وخسارة التنوع البيولوجي». تشمل السياسات المُروج لها، «وهي سياسات مؤكدة وفعالة إذ تعزز حقوق الإنسان وتخفض معدلات الخصوبة»، إزالة الحواجز أمام المساواة بين الجنسين، وخصوصًا في التعليم، وضمان إتاحة خدمات تنظيم الأسرة للجميع.

## السفر والتنقل
أثر إدراك بعض الأشخاص لخطورة تغير المناخ في الدول الغنية في تغيير نمط سفرهم، وذلك أوائل القرن الحادي والعشرين.

### النقل الجوي
تجنب السفر الجوي وخاصة برامج الطيران المتكررة له فائدة كبيرة لأن الراحة تجعل السفر المتكرر لمسافات الطويلة أمرًا سهلًا، والانبعاثات المُرسلة على ارتفاعات عالية أكثر فعالية على المناخ من تلك الانبعاثات المُرسلة على مستوى الأرض. يصعب إصلاح الطيران بشكل تقني أكثر من النقل البري، لذلك يحتاج إلى مزيد من الإجراءات الفردية في المستقبل في حالة عدم فعالية برنامج تعويض وتخفيض الكربون الخاص بالطيران الدولي على نحو ملائم.

### النقل البري
- يعد المشي والجري من بين وسائل النقل الأقل ضررًا للبيئة، يليها ركوب الدراجات.
- تبعث وسائل النقل العام مثل: الحافلات الكهربائية والمترو والقطارات الكهربائية غازات دفيئة أقل عمومًا من تلك المنبعثة من السيارات.
- يُمكن للدراجات البخارية الكهربائية أيضًا أن تكون وسيلة نقل منخفضة التأثير، إذ توفر الشركات الناشئة المستجدة، مثل: بيرد ولايم الدراجات البخارية المشتركة والتي تسمح بالنقل لأميال طويلة. ومع ذلك، يتسبب العمر الافتراضي القصير لها الناتج عن الاستخدام القاسي والتخريب المتعمد في إنفاق موارد إضافية على وحدات الاستبدال. توفر بعض النماذج نطاقًا أعلى (+35 ميلًا و+56 كم) وسرعة (+40 ميلًا في الساعة و+64 كم/ ساعة)، والتي يمكن استخدامها للنقل العام في المناطق ذات البنية التحتية الضعيفة إذ كانت السيارات والدراجات النارية هي الخيار الوحيد سابقًا.
- السيارات: يساعد استخدام سيارة كهربائية بدلًا من سيارة مُدارة بالبنزين أو الديزل في تقليل انبعاثات ثاني أكسيد الكربون.

## النظام الغذائي والطعام
إصلاح الزراعة تقنيًا من الأمور الصعبة للغاية، وبالتالي ستحتاج إلى المزيد من الإجراءات الفردية أو تعويض الكربون من جميع القطاعات الأخرى باستثناء الطيران.
يقلل تناول كميات أقل من اللحوم، خاصةً لحم البقر والضأن من الانبعاثات. يُعد النظام الغذائي الذي يُعتبر جزءًا من الإجراءات الفردية المتعلقة بتغير المناخ أمرًا مفيدًا للصحة أيضًا، إذ يبلغ متوسطه أقل من 15 جرامًا (حوالي نصف أونصة) من اللحوم الحمراء و250 جرامًا من منتجات الألبان (حوالي كوب واحد من الحليب) يوميًا. أصدرت اللجنة الدولية للتغيرات المناخية ملخصًا للتقرير الخاص بعام 2019 والذي أكد على مساعدة التحول نحو النظم الغذائية النباتية في التخفيف من تغير المناخ والتكيف معه. ذكر عالم البيئة هانز أوتو بورتنر، والذي ساهم في إعداد التقرير، «لا نريد إخبار الأشخاص ما يأكلونه، لكن ذلك سيكون مفيدًا بالفعل، سواء بالنسبة للمناخ أو لصحة الإنسان، في حالة استهلاك الأشخاص في كثير من البلدان الغنية كميات أقل من اللحوم، وخلق السياسة الحوافز المناسبة لهذا الغرض».
أُدرج تناول وجبة غذائية غنية بالنباتات الحل رقم 4 لتغير المناخ وفقًا لنموذج مشروع دروداون المعتمد على تجنب الانبعاثات الناتجة عن إنتاج الحيوانات وإزالة الغابات الإضافية من أراضي الرعي.

## مشاركة المواطنين في الدعوة إلى سياسة تغير المناخ
يفترض البعض أن مشاركة المواطنين في مجموعات تدعو إلى الإجراءات الجماعية في شكل حلول سياسية، مثل: تسعير الكربون وتسعير اللحوم وإنهاء الإعانات المالية للوقود الأحفوري وتربية الحيوانات وإنهاء القوانين المُفوضة لاستخدام السيارات، الطريقة الأكثر تأثيرًا في الأفراد للعمل على منع تغير المناخ. يُقال إن تغير المناخ يتمثل في مشكلة الإجراءات الجماعية، وتحديدًا تراجيديا المشاع، وهي مشكلة فئة سياسية وليست مشكلة فردية.

## الطاقة المنزلية وتنسيق الحدائق والاستهلاك
يمكن أن يساهم الحد من استخدام الطاقة في المنزل من خلال تدابير مثل العزل، وتحسين كفاءة الطاقة للأجهزة، والأسقف الباردة، والدهانات العاكسة للحرارة، وخفض درجة حرارة سخان المياه، وتحسين كفاءة التدفئة والتبريد، بشكل كبير في التقليل من بصمة الفرد الكربونية.
يُعدّ اختيار الطاقة المستخدمة لتدفئة المنازل وتبريدها وتزويدها بالطاقة علامة فارقة في البصمة الكربونية للمنازل الفردية. يمتلك العديد من موردي الطاقة في مختلف بلدان العالم خيارات لشراء «الطاقة الخضراء» النقية أو الجزئية (كالكهرباء والغاز أحيانًا). لا تصدر طرق إنتاج الطاقة هذه أي غازات دفيئة تقريبًا بمجرد تشغيلها.
كما يقلل تركيب الأنظمة الكهروضوئية على الأسطح- سواء على مستوى المنازل أو على مستوى المجتمع- بشكل كبير من الانبعاثات المنزلية، ويمكن أن يكون مساهمًا رئيسيًا في الحد من غازات الاحتباس الحراري على نطاق واسع.

### الاستهلاك منخفض الطاقة ومنتجاته
يمكن رؤية الملصقات، مثل نجمة الطاقة في الولايات المتحدة، على العديد من الأجهزة المنزلية، والإلكترونيات المنزلية، والمعدات المكتبية، ومعدات التدفئة والتبريد، والنوافذ، وتركيبات الإضاءة السكنية، وغيرها من المنتجات. نجمة الطاقة برنامج يعزز كفاءة الطاقة في الولايات المتحدة. تدير وكالة حماية البيئة الأمريكية والولايات المتحدة البرنامج، إذ تكون المنتجات موفرة للطاقة، مما يساعد على تقليل انبعاثات غازات الاحتباس الحراري. يعمل الجهاز الذي يحمل علامة نجمة الطاقة لمدة تتراوح بين 10 و20 عامًا، ويستخدم طاقة أقل من مكافئ غير طاقيّ أكثر كفاءة بنسبة %10-50%.
تدل علامات انبعاثات الكربون على انبعاثات ثاني أكسيد الكربون الناتجة كمنتج ثانوي لتصنيع منتج استهلاكي أو نقله أو التخلص منه.
تقدم إعلانات المنتجات البيئية «معلومات شفافة وموثوقة وقابلة للمقارنة حول التأثير البيئي لدورة حياة المنتجات». قد تساعد هذه الملصقات المستهلكين على اختيار منتجات ذات استهلاك اقل للطاقة.

### الحدائق والبساتين
تساهم حماية الغابات وزراعة أشجار جديدة في امتصاص ثاني أكسيد الكربون من الهواء. هناك العديد من الفرص لزراعة الأشجار في الفناء وعلى طول الطرق والمتنزهات والحدائق العامة. تزرع بعض الجمعيات الخيرية أشجارًا سريعة النمو- مقابل أقل من 0.10 دولار أمريكي لكل شجرة- لمساعدة الناس في البلدان الاستوائية النامية على استعادة إنتاجية أراضيهم.
يمكن أن تساعد المروج العشبية في التغير المناخي من خلال تأثيرات الأسمدة ومبيدات الأعشاب والري وجزازات الحشائش التي تعمل بالغاز وغيرها من الأدوات، اعتمادًا على كيفية إدارة المروج، إذ قد يفوق تأثير الانبعاثات الناتجة عن الصيانة والمواد الكيميائية أي امتصاص للكربون من العشب. يمكن أن يؤدي تقليل الري، وتقليل استخدام المواد الكيميائية، وزراعة النباتات أو الشجيرات المحلية، واستخدام الأدوات اليدوية إلى تقليل تأثير المروج المناخي.
قد يرغب البستانيون- إضافةً إلى زراعة حدائق النصر التي توفر الغذاء المزروع محليًا- في تجربة الزراعة المرافقة لأنواع متنوعة من النباتات والأشجار، من أجل تطوير تقنيات جديدة لعزل الكربون وتقليل أكاسيد النيتروجين المناسبة لمنطقتهم المحلية.

### الغسيل واختيار الملابس
يمكن أن يؤدي استخدام دورة غسيل أقصر من الماء البارد إلى توفير الطاقة بنسبة تصل إلى 66%، إضافًة إلى تقليل انحلال اللون وإلقاء الألياف الدقيقة في البيئة. كما أن تعليق الغسيل حتى يجف يوفر الطاقة ويقلل من انبعاثات الكربون.
يعد شراء ملابس متينة جيدة الصنع وتجنب «الموضة السريعة» أمران بالغا الأهمية للحد من التأثير المناخي. يؤثر إنتاج المواد الخام مثل الملابس بشكل كبير على بيئتنا. تتطلب عوامل مثل غزل المواد إلى ألياف، والصباغة، والنسيج، كميات هائلة من الماء والمواد الكيميائية. تتطلب بعض المواد مثل القطن مبيدات حشرية مثل الألديكارب لزراعته. «يقدر معهد الموارد العالمية أن ما يدعى بصناعة الموضة السريعة، تطلق سنويًا حوالي 1.2 مليار طن من ثاني أكسيد الكربون، وهو غاز دفيئة قوي يساهم في الاحتباس الحراري»، إذ أنه بالإضافة لكون صناعة الملابس مضرة بالبيئة، فالتخلص منها مؤذٍ أيضًا.
تعدّ الملابس، وفقًا لموقع PlanetAid.Org «ثاني أكبر مصدر للتلوث في العالم». يُتبرَّع ببعض الملابس ويُعاد تدويرها أحيانًا، بينما تتجه بقية الملابس المُتخلص منها إلى مكبات النفايات حيث تطلق «غازات الدفيئة وترشح السموم والأصباغ إلى التربة والمياه المحيطة».
اختيار الموقد
يختلف اختيار المواقد باختلاف المواقع. تُفضل المواقد الكهربائية على الغاز الطبيعي في المواقع التي تُمد فيها الشبكة الكهربائية بنسبة عالية من الطاقة المتجددة، مثل كاليفورنيا.
تعتبر المواقد الصاروخية ومواقد الكتلة الحيوية الأخرى مهمة في البلدان النامية للحفاظ على الأخشاب. تسعى الأمم المتحدة إلى التخلص التدريجي من مواقد الطهي التي تعمل بحرق الأخشاب.
تعدّ المواقد التي تعمل بالطاقة الشمسية خيارًا سليم بيئيًا. الطباخ الشمسي جهاز يستخدم طاقة أشعة الشمس المباشرة لتسخين وطهي المواد الغذائية، ولا يحتاج إلى وقود ليعمل.
كان الطهي بالطاقة الشمسية عمليًا للأسر في مرتفعات الصين والتبت، حيث «تكون مستويات الإشعاع الشمسي عالية، وتتوافق تقاليد الطهي مع استخدام الطباخ الشمسي» وحيث الكتلة الحيوية غير متاحة بسهولة. أتاح الطبخ باستخدام الطاقة الشمسية- على مستوى المؤسسات- للمعابد في الهند كسب المال من خلال أرصدة الكربون. I

### النظافة الرقمية
يؤثر الحد من الاستخدام غير الضروري للبيانات الرقمية، مثل استخدام بعض أنواع العملات المشفرة كالبيتكوين، بشكل ضئيل، إلا أنه قابل للقياس على انبعاثات الكربون الفردية.

### تقليل استهلاك السلع والخدمات
يؤدي إنتاج العديد من السلع والخدمات إلى انبعاث غازات الدفيئة وكذلك التلوث. تتمثل إحدى الطرق التي يمكن للأفراد من خلالها تقليل تأثيرهم البيئي، في التقليل من استهلاك السلع والخدمات. يؤدي انخفاض استهلاك السلع والخدمات إلى انخفاض الطلب، ويتبع ذلك انخفاض العرض (الإنتاج). يمكن للأفراد إعطاء الأولوية لتقليص استهلاك تلك السلع والخدمات التي ينتج عن إنتاجها مستويات تلوث عالية نسبيًا. يمكن للأفراد أيضًا إعطاء الأولوية للتوقف عن استخدام تلك السلع والخدمات ذات المنفعة القليلة أو التي لا تقدم أي منفعة حقيقية، لأنها لا تلبي رغبات/احتياجات المستهلك ولا البيئة.
توصلت ناشيونال جيوغرافيك إلى أن سكان المدن يمكن أن يساعدوا في التغير المناخي إذا «اشتروا أشياءً أقل».
يقترح لويد ألتر أن إحدى الطرق العملية لتحديد أحد أسباب الكربون المضمن بسؤال «كم تزن الأسرة المعيشية؟».
تروج الشركات الربحية لمنتجاتها وتسوق لها على أنها مفيدة أو مطلوبة للمستهلكين المحتملين، حتى عندما تكون في الواقع ضارة أو مسرفة لهم و/أو للبيئة. على الأفراد أن يجتهدوا في التقييم الذاتي و/أو البحث عما إذا كان كل منتج يشترونه ويستهلكونه له قيمة فعلية لتقليل الاستهلاك أم لا.

#### استهلاك الماء الساخن
يساهم استهلاك المياه المنزلية الساخنة التي تستخدم موارد غير متجددة مثل الغاز، في انبعاثات غاز ثاني أكسيد الكربون العالمية بشكل كبير، ويقلل من احتياطيات مجمعات الكربون. يؤدي إيقاف تشغيل سخان المياه واستخدام المياه غير المسخنة للغسيل والاستحمام (إذا سمحت الأحوال الجوية) وغسيل الأطباق والتنظيف إلى التخلص من هذه الانبعاثات.
يعدّ الماء البارد صحيًّا مقارنة بالماء الساخن، إذ يطلق الماء الساخن الرصاص من الأنابيب أكثر من الماء البارد، إلى جانب أثره في تقليل الانبعاثات. تكثر فوائد الاستحمام بالماء البارد مقارنة بالاستحمام بالماء الدافئ/الساخن.

#### الطهي
يقلل استخدام حاويات قابلة لإعادة الاستخدام مثل علب الطعام وأكياس البقالة والأكياس العادية والعلب البلاستيكية، وشراء المنتجات الطازجة والأطعمة غير المعبأة، من انبعاثات الكربون والتلوث الناتج عن صناعة الحاويات ذات الاستخدام الفردي والتعبئة والتغليف.